# Финнюр Тоумас Паульмассон
Финнюр Тоумас Паульмассон (исл. Finnur Tómas Pálmason; род. 12 февраля 2001, Исландия) — исландский футболист, защитник клуба «Рейкьявик».

## Клубная карьера
Является воспитанником «Рейкьявика», в котором прошёл путь от детских и юношеских команд до взрослой. Перед началом сезона 2018 года подписал первый профессиональный контракт с клубом. 15 мая 2018 на правах аренды до конца сезона перешёл в «Троттур», выступающий в первой исландской лиге. Первую игру за команду провёл 24 мая против «Коупавогюра», появившись на поле в стартовом составе. За время аренды принял участие в 12 играх.
20 мая дебютировал в составе «Рейкьявика» в чемпионате Исландии. Во встрече с тем же «Коупавогюром» Финнюр Тоумас вышел в стартовом составе и в середине второго тайма заработал жёлтую карточку. По итогам сезона «Рейкьявика» занял первую строчку в турнирной таблице и стал чемпионом страны. В июне следующего года в матче суперкубок Финнур отыграл чуть менее часа, после чего был заменён, а его команда одержала победу над «Викингуром» с минимальным счётом.
13 января 2021 года перебрался в Швецию, подписав контракт с «Норрчёпингом». Первый матч за шведский клуб сыграл 28 февраля 2021 года в рамках группового этапа кубка Швеции с «Сандвикеном», отыграв первый тайм и в перерыве уступив место Теодору Раску. В начале мая на правах аренды до конца сезона вернулся в «Рейкьявик».

## Карьера в сборной
Выступал за юношеские сборные Исландии различных возрастов. 15 октября 2019 года дебютировал в молодёжной сборной в отборочном матче к чемпионату Европы с Ирландией. В марте 2021 года вошёл в состав сборной на финальный этап турнира в Венгрии и Словении. На групповом этапе Финнюр Тоумас принял участие в двух встречах: с Данией и Францией.

## Достижения
Рейкьявик
- Чемпион Исландии: 2019
- Обладатель Кубка исландской лиги: 2019
- Обладатель Суперкубка Исландии: 2020

## Клубная статистика
| Выступление      | Выступление      | Выступление      | Лига | Лига | Кубки | Кубки | Суперкубки | Суперкубки | Конт. кубки | Конт. кубки | Итого | Итого |
| Клуб             | Лига             | Сезон            | Игры | Голы | Игры  | Голы  | Игры       | Голы       | Игры        | Голы        | Игры  | Голы  |
| ---------------- | ---------------- | ---------------- | ---- | ---- | ----- | ----- | ---------- | ---------- | ----------- | ----------- | ----- | ----- |
| Рейкьявик        | Избранная лига   | 2019             | 17   | 1    | 3     | 1     | 0          | 0          | 1           | 0           | 21    | 2     |
| Рейкьявик        | Избранная лига   | 2020             | 14   | 0    | 2     | 0     | 1          | 0          | 2           | 0           | 19    | 0     |
| Рейкьявик        | Избранная лига   | 2021             | 10   | 1    | 1     | 0     | 0          | 0          | 0           | 0           | 11    | 1     |
| Рейкьявик        | Итого            | Итого            | 41   | 2    | 6     | 1     | 1          | 0          | 3           | 0           | 51    | 3     |
| → Троттур        | Первая лига      | 2018             | 11   | 0    | 0     | 0     | 0          | 0          | 0           | 0           | 11    | 0     |
| → Троттур        | Итого            | Итого            | 11   | 0    | 0     | 0     | 0          | 0          | 0           | 0           | 11    | 0     |
| Норрчёпинг       | Аллсвенскан      | 2021             | 0    | 0    | 2     | 0     | 0          | 0          | 0           | 0           | 2     | 0     |
| Норрчёпинг       | Итого            | Итого            | 0    | 0    | 2     | 0     | 0          | 0          | 0           | 0           | 2     | 0     |
| Всего за карьеру | Всего за карьеру | Всего за карьеру | 52   | 2    | 8     | 1     | 1          | 0          | 3           | 0           | 64    | 3     |